# NY7型内燃机车
NY7型内燃机车是西德亨舍尔公司於1970年代为中国铁路设计制造的液力传动内燃机车车型之一。该型机车是采用双机组设计的干线货运机车，设有两套相同而又互相独立的动力传动机组，车上装有两台MTU  MA 12V 956 SB10高速柴油机，以及两台福伊特L820rU型液力传动装置，机车最大速度为120公里/小时，机车名义功率为5400马力，最大运用功率为5000马力。除了柴油机型号和个别配件稍有不同，其他如车体结构、设备布置、辅助机组、传动装置、走行装置等部分皆与NY6型柴油机车完全相同。NY7型机车总数共计20台，曾先后配属过山海关机务段、灵丘机务段、北京内燃机务段。

## 发展历史

### 引进背景
1967年，中国为了引进西德液力传动柴油机车的先进技术，引进四台由亨舍尔公司制造、以德国联邦铁路V320型柴油机车为基础、根据中国方面订货要求而设计的4000马力液力传动柴油机车，即NY5型柴油机车，作为自主研制大马力液力传动柴油机车的技术样板。NY5型机车投入运用以后由于性能表现良好，同时为了缓解缺乏大功率柴油机车的局面，中国于1970年决定再次向亨舍尔公司订购一批功率更大的液力传动柴油机车。1970年夏季，中德双方进行了为期三个月的贸易和技术谈判，确定了机车的技术条件。1970年7月，中国技术进出口总公司代表中华人民共和国铁道部，与西德亨舍尔公司正式签订了30台大功率液力传动柴油机车的订单，合同总价值超过8000万西德马克，这也是继1958年埃及向亨舍尔订购总值1亿马克的柴油机车之后，十二年来西德机车车辆制造业收到的最大一张出口订单。
根据中国提出的订货要求，新机车是以NY5型机车为基础、设计速度为120公里/小时的干线货运机车，在技术条件允许的情况下尽量提高机车功率和牵引力。这批机车号称当时世界上单机功率最大的液力传动柴油机车，原计划全部装用MTU MA 12V 956系列柴油机，机车标定功率为5400马力。然而，MTU MA 12V 956 TB10型柴油机虽然是当时西德能够提供的功率最大的机车用柴油机，但该型柴油机未经详尽的运用试验就投入批量生产，并且大量装用于德国联邦铁路218型柴油机车上，因此运用初期柴油机常常发生故障，不能用于出口产品。同时，MTU公司正忙于查找缺陷和作出修改，作为改进型的MTU MA 12V 956 SB10型柴油机迟迟未能定型生产。

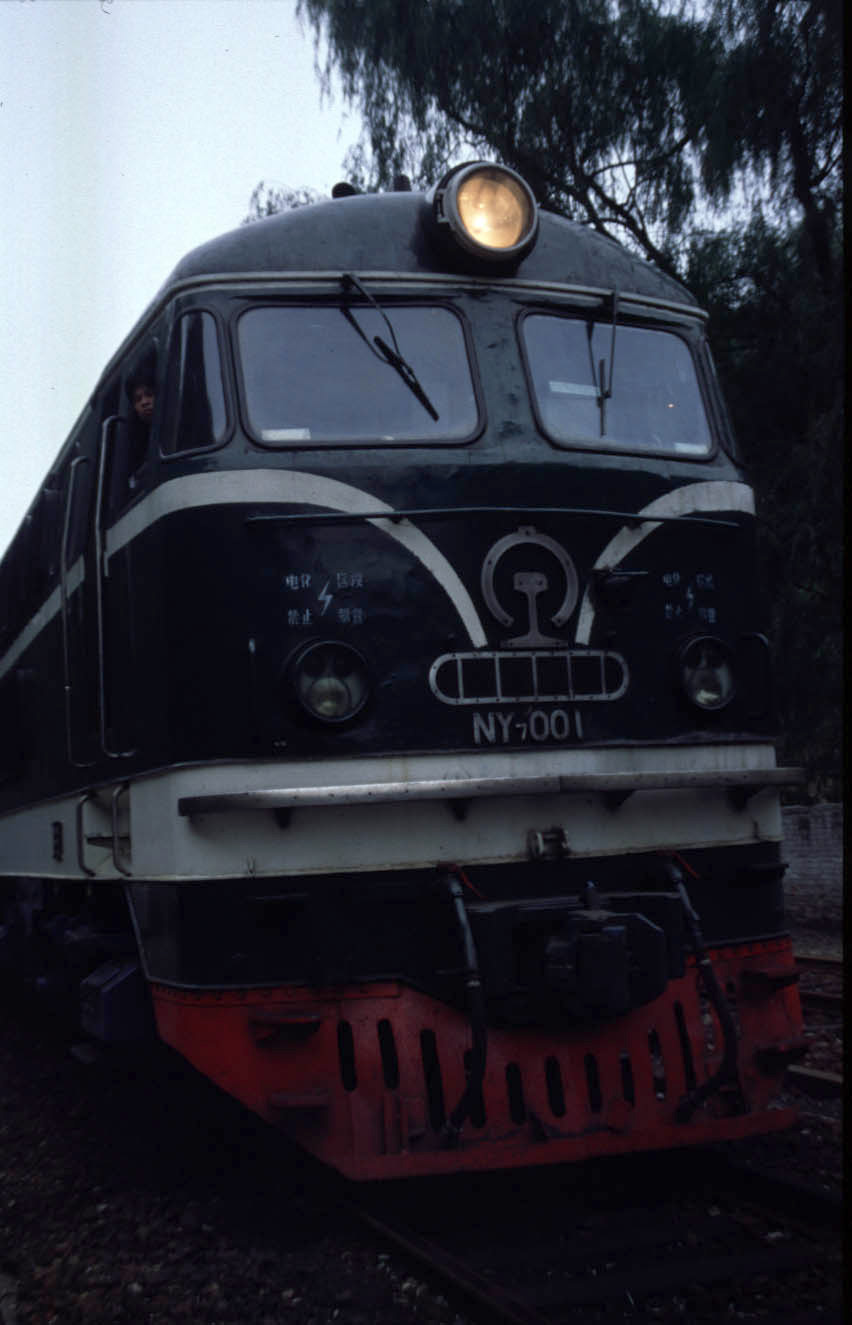
NY7型0014号机车（车号尾数“4”已脱落）

鉴于中国要求的交货时间较为紧迫，经协商后决定先行交付10台装用MTU MB 16V 652 TB10型柴油机的机车，该型柴油机虽然功率较小但技术成熟可靠，被广泛装用于德国联邦铁路216型、215型、217型柴油机车。这批机车在中国铁路系统内被定型为NY6型柴油机车，机车标定功率为4600马力，在亨舍尔公司的内部设计代号为DHG 4600，机车生产序号为31621～31630。而订单中的其余20台机车则仍然装用MTU  MA 12V 956 SB10型柴油机，机车标定功率为5400马力，在中国铁路系统内被定型为NY7型柴油机车，在亨舍尔公司的内部设计代号为DHG 5400，机车生产序号为31631～31650。NY6型机车与NY7型机车相比，除了柴油机型号和相关配件不同之外，其他如车体结构、设备布置、辅助机组、传动装置、走行装置等部分皆完全相同，因此两者实际上是不同功率等级的同型机车，因此它们亦拥有连续的机车编号，车号分别为0001～0010、0011～0030。

### 运用历史
NY7型柴油机车由位于德国黑森州卡塞尔的亨舍尔机车工厂组装，机车完成出厂验收试验后在汉堡港装船启运，并于1972年中陆续运抵中国塘沽新港，至同年12月全部机车交付完毕。1972年8月，NY7型内燃机车配属锦州铁路局山海关机务段（锦局山段）使用，与东方红1型内燃机车共同成为当时沈山铁路的主力客运机车，担当沈山铁路山海关站至沈阳站间的旅客列车牵引任务。NY7型机车在磨合期内亦曾经发生过一些因质量问题造成的故障，例如，NY7型0014号在投入运用不到两个月便发现均衡梁焊缝出现裂纹，随后又在另一台车上发生运行途中均衡梁断裂的严重事故，德国方面一开始不承认是设计问题，认为是机车运行线路质量不好造成，随后亨舍尔公司派出技术人员来华检查，最终承认该零部件原设计存在缺陷，同意更换20台机车上的240套均衡梁。
1974年，山海关机务段的其中10台NY7型机车，转配属北京铁路局太原铁路分局灵丘机务段（京局灵段），担当京原铁路灵丘站至太原北站间货物列车的牵引任务，至1976年调回山海关机务段。1975年5月以后，山海关机务段又增加了山海关站经由天津站至北京站、山海关站经由天津站至济南站的旅客快车牵引任务，除了山海关站经由津山铁路天津站至济南站区间的三对交路由NY7型内燃机车担任外，其余机车交路全部由东方红1型内燃机车担任。1980年，NY7型机车在先后配属灵丘和山海关机务段运用近八年之后，20台机车中有19台机车因柴油机曲轴烧瓦而不能运用，主要原因是由于维护保养不当，导致的主轴承油润间隙异常、机油滤清不良、机油稀释。1980年4月，所有NY7型机车改配属北京铁路局北京内燃机务段，经过对柴油机机体的修理，才使NY7型机车恢复正常运用。自此，NY5、NY6、NY7三种大功率液力传动柴油机车集中配属在北京内燃段，并且被机务部门昵称为“大马力”。
1980年代，“大马力”机车主要担当京包铁路、京承铁路、京原铁路、丰沙铁路等北京周边山区铁路干线的客运牵引任务，其中NY7型机车主要用于牵引京包铁路北京至大同区段的旅客列车，尤其在京包铁路南口至青龙桥之间坡度达到33‰的关沟段担当本务机车和补机，成为八达岭长城脚下老京张铁路的一道经典风景。同时，NY7型机车亦成为3/4次国际联运列车（北京—乌兰巴托—莫斯科）在北京至大同区间的本务机车。2004年9月，随着K3/4次国际列车北京至大同区间的机车交路转交南口机务段，NY7型机车牵引国际列车的历史正式终结。2004年9月8日由北京发车的K3次列车是最后一趟由NY7型机车牵引的国际列车，当日的本务机车为NY7型0012号机车。
“大马力”系列机车从投入运用开始，由于没有工厂能够承接大修任务，机车一切修程都由北京内燃机务段承包，段修范围有些方面甚至已扩大到厂修的范围，例如柴油机机体的曲轴主轴瓦孔的涂镀与镗孔等，但还有些问题是段方无能力解决的，有些重要零部件长期得不到维修保养，对机车运行构成安全隐患。例如因为没有合适的退轮设备，车轮大修问题一直未能彻底解决。国产机车一般走行60～70万公里就需要入厂大修，而许多“大马力”机车的走行里程已超过300万公里，但轮对仍然没有正常进行厂修。除此之外，对于进口机车而言配件供应往往决定机车使用寿命，但国家每年分配用于进口配件的外汇款额非常有限，进口配件的价格逐年上涨，而且某些配件在国外已停止生产，因此配件供应亦是长期困扰着“大马力”系列机车的另一个问题。1980年代起，气缸套、预燃室、主轴瓦等开始采用国产配件代替进口配件。1988年8月，为了提高乘务人员对机车维护保养的责任心，北京机务段把“大马力”机车从轮乘制改为包乘制之后，机车临修和机破件数明显减少。
1990年代末，NY7型机车开始陆续停运报废，至2003年之后仅余下6台NY7型机车（0012、0015、0018、0024、0029、0030）。0030号机车是最后一台报废的NY7型机车，于2008年1月正式报废。而0012、0018号机车是最后两台被拆解的NY7型机车，于2013年2月在北京机务段拆解。

## 技术特点

### 总体布置
NY7型柴油机车是5400马力的干线货运用液力传动柴油机车，机车采用全钢焊接结构的框架承载式车体，焊接在一起的车体和车架共同构成一个刚性的整体承载结构。车底架长度为22,000毫米，转向架中心间距为12,800毫米，车钩中心线间距为23,610毫米，车架两端设有装有排障器、自动车钩和车钩缓冲器。车体部分用轻型钢结构作为骨架，并在外部敷以薄钢板作为蒙皮。机车采用双端司机室、双侧对称结构的布置，可根据行车方向由机车任一端司机室操纵机车。为了便于机车运行过程中司机对动力室的巡检，两端司机室通过双侧内走廊通道相连，取代了NY5型机车的单侧走廊布置方式。车内设备布局采用双机组对称布置，装有两套相同而独立的动力传动机组，每套机组包括一台柴油机及传动装置，可以根据需要使用其中任何一套或两套同时工作。车体内部从前端至后端分为第一司机室、第一动力室、传动冷却室、第二动力室、第二司机室等五个部分。
司机室内设有正副司机操纵台、电气控制柜、空气制动阀、手制动器手轮等设备，司机主操纵台设置在机车前进方向的左侧，控制器手轮设有按逆时针方向转动的31位运转位，而按顺时针方向转动为16位液力制动位。两个动力室各装有一台柴油机，以及燃油及机油的输送和加热等配套设备。第二动力室内装有一台电动的主空气压缩机，另外还设有一台辅助柴油机，用于驱动辅助空气压缩机和辅助发电机；第一动力室内还设有一台预热锅炉。当机车长时间停车待机时，由辅助柴油机供应辅助电源和压缩空气，避免主柴油机在无负荷情况下长时间运转，并且有效节省燃油消耗。传动冷却室内下部的车架上装有两组液力传动装置，每组液力传动装置各自设有辅助输出轴，并通过弹性联轴节驱动起动发电机和静液压泵。
NY7型机车设有两套彼此独立的冷却水系统，两套V型结构的散热器组设置在传动装置上方。由于NY7型机车的柴油机功率较大，因此冷却系统的性能亦相应调整，循环水泵、静液压泵、静液压马达、冷却风扇的转数和功率均比NY6型机车有所提升。每组铜质管片式散热器由34个冷却单节组成，散热器元件采用德国著名冷却设备制造商贝洱公司（Behr）的产品。每组散热器各设有两台轴流式冷却风扇，分别为柴油机主循环系统（23个冷却单节）和中冷器次循环系统冷却（11个冷却单节）。冷却空气从车体侧墙上的通风百叶窗口吸入，流经散热器和吸收热量之后从车顶排出。车体下方两台转向架之间的空间，吊挂着一个容量为10,000升的燃油箱、两个总风缸和蓄电池组。

### 柴油机
NY7型柴油机车装用两台由MTU公司制造的MTU MA 12V 956 SB10型柴油机，该型柴油机是一款四冲程、12气缸、V型结构、直接喷射、废气涡轮增压、中间冷却的高速柴油机，气缸内径为230毫米，活塞行程为230毫米，单缸排量为9.56升，气缸夹角为50°，UIC标定功率为2,700马力，装车功率为2,500马力，标定转速为每分钟1,500转。在输出端V型夹角上面布置着两台AGL-340型涡轮增压器，而另一端设有用于冷却增压空气的中冷器，其排气管与柴油机进气管相连。柴油机采用整体铸铁机体、特种铸铁湿式气缸套、钢顶铝裙组合式油冷活塞、合金钢整体锻造曲轴、单体式铸铁气缸盖、合金钢模锻并列式连杆组、博世合成式高压喷油泵、圆片弹簧式减震器。

### 传动系统
NY7型柴油机车是采用双机组设计的液力传动柴油机车，车上装有两套相同而又互相独立的动力传动机组，分别驱动两个三轴转向架。液力传动系统包括液力变速箱、分配齿轮箱、车轴齿轮箱、中间支承、万向轴等部分组成。主传动路线与NY5、NY6型机车基本相同，液力变速箱的安装位置靠近车体中部，而柴油机则安装在司机室之后，分配齿轮箱安装在转向架构架上。柴油机输出的功率经第一万向轴传给液力变速箱，然后从液力变速箱输出的扭矩经第二万向轴、中间支承装置、第三万向轴传入分配齿轮箱，最后从分配齿轮箱经过第四、第五、第六万向轴分别传给前后三个车轴齿轮箱。
NY7型柴油机车采用多循环圆结构型式的福伊特L820rU型液力变速箱，变速箱内装有两个结构参数不同的液力变扭器，包括一个起动变扭器、一个运转变扭器，以及一对机械式换向齿轮和两个液力制动耦合器。起动变扭器和运转变扭器均为单级离心式涡轮。液力传动装置根据机车速度和柴油机功率的变化，利用充排油使变扭器自动接入或退出工作来实现自动换挡，换档时牵引力无级变化。与NY6型机车的液力传动装置相比，泵轮转速由每分钟3115转提高到3260转，当额定输入转速为每分钟1500转时，液力变速箱最大输入功率提高至2300马力。换向机构采用带有变扭器微量充油功能的风动齿轮离合器。传动装置并设有KB510/41型液力制动器，机车运行于长大下坡道或减速时，使用液力制动可减少闸瓦磨耗，最大制动功率为2×1840马力。
虽然NY6型和NY7型机车原本计划作为货运机车，但投入运用以后基本上只用于客运牵引，这是由于机车设计方面的原因所致。这两种车型均采用两变扭器的福伊特L820rU型液力变速箱，该变速箱在较高速度范围有较佳的性能，低速性能反而比不上设有三个变扭器、用于NY5型机车的福伊特L830rU型液力变速箱。国外使用福伊特L820rU型液力变速箱的柴油机车，例如德国联邦铁路210型、215型、217型、218型柴油机车，都设有工况齿轮箱以便满足客货运通用的需要。而中国订购机车时不仅不要工况齿轮箱，并将设计最高速度定为较高的120公里/小时，进一步削弱了机车的低速起动性能，因此NY6、NY7型机车的设计从本质上就是客运机车。虽然NY7型机车功率比较大，但只有138吨的粘着重量又限制了其牵引定数。NY7型机车在京原铁路大坡道区段上进行货物列车牵引试验期间，就发现起动缓慢、轮对空转严重等问题，所以此后该型机车只作为客运机车使用。

### 转向架
机车走行部为两台三轴转向架，其结构与NY5型机车转向架基本相同。构架采用钢板焊接箱型结构，车轴轴箱采用导框式定位，并装有锥形橡胶轴端缓冲装置。每台转向架侧梁上设有两个油浴式摩擦旁承，车体重量便通过四点旁承支承在转向架上，转向架相对于车体的横向弹性位移依靠二系弹簧的横向刚度来实现，而最大横向位移则以侧承加以限制。机车设有二系悬挂装置，一系悬挂为轴箱两侧的螺旋弹簧，以及并联的垂向油压减震器。二系悬挂为车体和旁承装置之间的螺旋弹簧组，车体和转向架之间亦有横向油压减震器以抑制横向高频振动。所有垂向和横向油压减震器均采用荷兰科尼公司（KONI）产品。靠近车体中部的两个轮对之间还设有均衡梁联接。牵引力和制动力通过车体和转向架间的中心低位牵引拉杆传递。机车采用克诺尔空气制动机，每个轮对设有一个制动缸，施行双侧闸瓦制动；分配阀有一次缓解和阶段缓解两个位置，并带有紧急制动加速器。和NY5、NY6型机车一样，NY7型机车同样设有防空转装置、防滑调节器、轮缘给油润滑装置。

## 重大事故
1976年7月28日凌晨3时06分，锦州铁路局锦州铁路分局山海关机务段的NY7型0017号机车，牵引由济宁站开往三棵树站的117次直快旅客列车从天津站正点出发，凌晨3时42分，当列车以100千米/小时的速度运行至津山铁路北塘站至茶淀站间的下行线K201＋600处时，火车司机发现前方信号机灯柱正在摇晃，同时感到机车剧烈地左右摇晃，并看见前方东南方向地平线出现大面积蓝色闪光，立即意识到是地震光，判定地震即将来临，随即对列车施行紧急制动，在制动过程中唐山大地震发生，强烈震动和路基变形使得117次直快旅客列车脱轨，造成七辆客车脱轨，压坏钢筋混凝土轨枕370根，所幸当时车速经过紧急制动已经降至很低，担当列车乘务的济哈第五包乘组全体人员和全列车740余名旅客没有伤亡，全部获救。

## 参看
- 德国联邦铁路V320型柴油机车
- TG400型柴油机车
- NY5型内燃机车
- NY6型内燃机车
- 东方红1型内燃机车
- 东方红3型内燃机车
- 东方红4型柴油机车
- 北京型柴油机车